# Cúp bóng đá các quốc gia châu Âu 1964
Cúp bóng đá các quốc gia châu Âu 1964 là giải vô địch bóng đá châu Âu lần thứ hai do UEFA tổ chức 4 năm một lần. Vòng chung kết diễn ra tại Tây Ban Nha. Chức vô địch thuộc về đội chủ nhà sau khi vượt qua đương kim vô địch Liên Xô 2-1 trong trận chung kết.
Giải đấu lần này vẫn theo thể thức loại trực tiếp như giải lần đầu tiên với 29 đội bóng tham dự. Chỉ có Hy Lạp bỏ cuộc sau một trận hoà với Albania. Do số đội lẻ nên đương kim vô địch Liên Xô cùng hai đội Áo và Luxembourg qua bốc thăm không phải tham dự vòng loại đầu tiên. Các cặp đấu tiến hành đấu loại trực tiếp theo thể thức sân nhà - sân khách cho tới bán kết. Bốn đội cuối cùng sẽ thi đấu vòng chung kết được tổ chức tại một trong bốn nước có đội bóng tham dự.
Ở giải này, Luxembourg trở thành khắc tinh của các đội bóng lớn khi hạ Hà Lan 3-2 sau hai lượt, và thủ hoà với Đan Mạch 3-3 và 2-2, trước khi thất bại 0-1 ở trận tái đấu. Đan Mạch gây bất ngờ nhất khi lọt vào tới vòng chung kết, cùng với Liên Xô, Tây Ban Nha và Hungary.
Tại bán kết, Liên Xô đánh bại Đan Mạch 3-0 tại Barcelona và Tây Ban Nha hạ Hungary 2-1 sau hai hiệp phụ ở Madrid với bàn thắng quyết định của Amancio. Tây Ban Nha đã bỏ cuộc khỏi giải đấu trước năm 1960 khi từ chối thi đấu với Liên Xô, nhưng lần này nhà độc tài Francisco Franco đã cho phép đội nhà thi đấu với những người Liên Xô. Trước hơn 79.000 khán giả tại sân Santiago Bernabéu ở Madrid, chủ nhà thắng 2-1 nhờ bàn thắng muộn của Marcelino. Đây là lần đầu tiên Tây Ban Nha vô địch châu Âu.

## Địa điểm
| MadridBarcelona | Madrid                         | Barcelona        |
| --------------- | ------------------------------ | ---------------- |
| MadridBarcelona | Sân vận động Santiago Bernabéu | Camp Nou         |
| MadridBarcelona | Sức chứa: 110.000              | Sức chứa: 93.053 |
| MadridBarcelona |                                |                  |

## Trọng tài
| Quốc gia | Trọng tài         | Trận bắt chính                      |
| -------- | ----------------- | ----------------------------------- |
| Bỉ       | Arthur Blavier    | Bán kết: Tây Ban Nha 2–1 Hungary    |
| Anh      | Arthur Holland    | Chung kết: Tây Ban Nha 2–1 Liên Xô  |
| Ý        | Concetto Lo Bello | Bán kết: Đan Mạch 0–3 Liên Xô       |
| Thụy Sĩ  | Daniel Mellet     | Tranh hạng ba: Hungary 3–1 Đan Mạch |

## Vòng chung kết

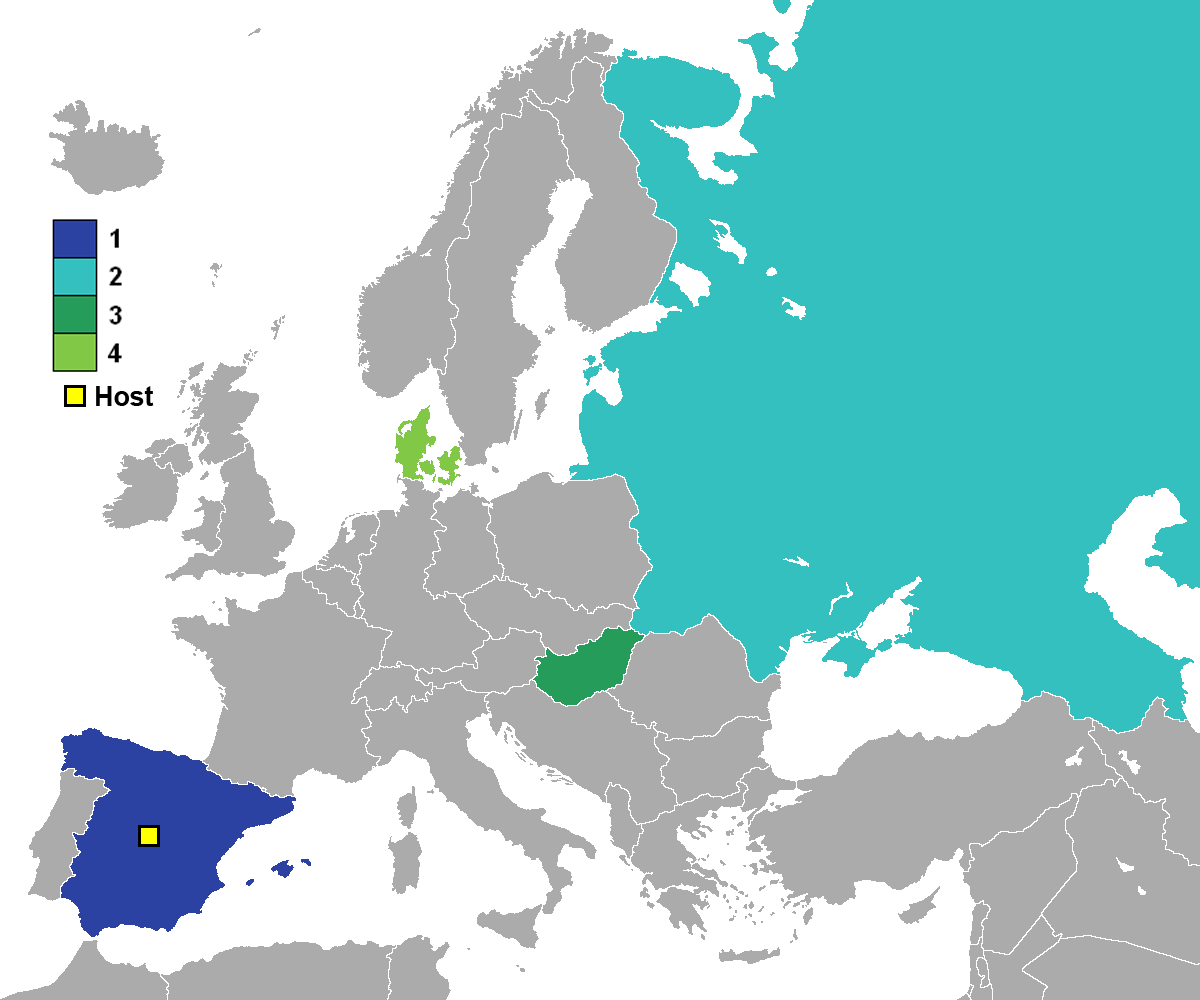
Các quốc gia tham dự vòng chung kết

|  | Bán kết                | Bán kết |                     |   | Chung kết | Chung kết |
|  |                        |         |                     |   |           |           |
|  | 17 tháng 6 – Madrid    |         |                     |   |           |           |
|  |                        |         |                     |   |           |           |
|  | Hungary                | 1       |                     |   |           |           |
|  | Hungary                | 1       | 21 tháng 6 – Madrid |   |           |           |
|  | Tây Ban Nha (h.p.)     | 2       |                     |   |           |           |
|  | Tây Ban Nha (h.p.)     | 2       | Tây Ban Nha         | 2 |           |           |
|  | 17 tháng 6 – Barcelona |         | Tây Ban Nha         | 2 |           |           |
|  |                        | Liên Xô | 1                   |   |           |           |
|  | Đan Mạch               | Liên Xô | 1                   | 0 |           |           |
|  | Đan Mạch               |         |                     | 0 |           |           |
|  | Liên Xô                | 3       |                     |   |           |           |
|  | Liên Xô                | 3       | Tranh hạng ba       |   |           |           |
|  |                        |         |                     |   |           |           |
|  | 20 tháng 6 – Barcelona |         |                     |   |           |           |
|  |                        |         |                     |   |           |           |
|  | Hungary (h.p.)         | 3       |                     |   |           |           |
|  | Hungary (h.p.)         | 3       |                     |   |           |           |
|  | Đan Mạch               | 1       |                     |   |           |           |

### Bán kết
| Tây Ban Nha               | 2–1 (s.h.p.) | Hungary  |
| ------------------------- | ------------ | -------- |
| Pereda 35' · Amancio 112' | Chi tiết     | Bene 84' |

| Đan Mạch | 0–3      | Liên Xô                                   |
| -------- | -------- | ----------------------------------------- |
|          | Chi tiết | Voronin 19' · Ponedelnik 40' · Ivanov 87' |

### Tranh giải ba
| Hungary                             | 3–1 (s.h.p.) | Đan Mạch      |
| ----------------------------------- | ------------ | ------------- |
| Bene 11' · Novák 107' (ph.đ.), 110' | Chi tiết     | Bertelsen 82' |

### Chung kết
| Tây Ban Nha               | 2–1      | Liên Xô      |
| ------------------------- | -------- | ------------ |
| Pereda 6' · Marcelino 84' | Chi tiết | Khusainov 8' |

## Thống kê

### Vua phá lưới
2 bàn
- Jesús María Pereda
- Ferenc Bene
- Dezső Novák

### Bàn thắng nhanh nhất
Phút thứ 6: Jesús María Pereda (Tây Ban Nha gặp Liên Xô)

### Đội hình tiêu biểuLưu trữngày 26 tháng 5 năm 2008 tạiWayback Machine
| Thủ môn    | Hậu vệ                                                            | Tiền vệ                                              | Tiền đạo                                      |
| ---------- | ----------------------------------------------------------------- | ---------------------------------------------------- | --------------------------------------------- |
| Lev Yashin | Feliciano Rivilla Dezsö Novák Ignacio Zoco Fernando Olivella Pons | Amancio Amaro Valentin Ivanov Luis Suárez Miramontes | Ferenc Bene Jesús María Pereda Flórián Albert |

## Bảng xếp hạng giải đấu
| R | Đội         | Pld | W | D | L | GF | GA | GD | Pts |
| - | ----------- | --- | - | - | - | -- | -- | -- | --- |
| 1 | Tây Ban Nha | 2   | 2 | 0 | 0 | 4  | 2  | +2 | 4   |
| 2 | Liên Xô     | 2   | 1 | 0 | 1 | 4  | 2  | +2 | 2   |
| 3 | Hungary     | 2   | 1 | 0 | 1 | 4  | 3  | +1 | 2   |
| 4 | Đan Mạch    | 2   | 0 | 0 | 2 | 1  | 6  | -5 | 0   |